# Ott Lepland
Ott Lepland (nacido el 17 de mayo de 1987 en Tallin, Estonia) es un cantante conocido principalmente por ser el ganador de la tercera temporada del concurso Eesti otsib superstaari. Además, Ott representó a Estonia en el Festival de la Canción de Eurovisión 2012 con la canción "Kuula" consiguiendo la sexta posición con 120 puntos.
Lepland ha cantado desde que era niño. Lanzó cuatro álbumes con canciones para niños en 1995 y 1996. En la actualidad, Lepland está estudiando pop y jazz en la Escuela de Música Georg Ots de Tallin. También estudió piano durante diez años.
Ott ha actuado en muchos musicales, incluyendo el papel de Troy Bolton en el musical Estonian State Puppet & Youth Theatre's, la versión estonia de High School Musical.
En 2010, Ott Lepland lanzó su primer disco tras ganar la versión estonia de Pop Idol. El álbum, que lleva como título su nombre, contiene 12 canciones, incluyendo los sencillos "Otsides ma pean su jälle leidma", "Süte peal sulanud jää", etc.
En 2011, Ott participó en otro programa de televisión de TV3, Laulupealinn, en el que Ott representó a la ciudad estonia de Kärdla. En él, cada semana tenía que actuar junto a una pareja de Kärdla o del Condado de Hiiu, incluyendo su abuela, su sobrino, el coro mixto local, etc. Lepland ganó el concurso y Kärdla tiene ahora el título de Capital Estonia de la Canción.
Su segundo álbum "Laulan ma sind" fue lanzado en noviembre de 2011.

## Canciones interpretadas enEesti otsib superstaari
| Semana                      | Título                                  | Artista original | Resultado |
| --------------------------- | --------------------------------------- | ---------------- | --------- |
| Semifinal:Ronda de Chicos 1 | "Permanent"                             | David Cook       | Salvado   |
| Semifinal:Ronda de Chicos 2 | "All by Myself"                         | Eric Carmen      | Salvado   |
| Top 10 (Semana 1)           | "Everybody Hurts"                       | R.E.M.           | Salvado   |
| Top 10 (Semana 2)           | "Eestlane olen ja eestlaseks jään"      | Ivo Linna        | Salvado   |
| Top 8                       | "Dude (Looks Like a Lady)"              | Aerosmith        | Salvado   |
| Top 7                       | "You Can Leave Your Hat On"             | Randy Newman     | Salvado   |
| Top 6                       | "Hüvasti, kollane koer"                 | Urmas Alender    | Salvado   |
| Top 5                       | "Angel"                                 | Sarah McLachlan  | Salvado   |
| Top 5                       | "Who Am I (What's My Name)?"            | Snoop Dogg       | Salvado   |
| Top 4                       | "Kohtumistund"                          | Ivo Linna        | Salvado   |
| Top 4                       | "Light On"                              | David Cook       | Salvado   |
| Top 3                       | "One Vision"                            | Queen            | Salvado   |
| Top 3                       | "Rändajad" dueto con Sandra Nurmsalu    | Urban Symphony   | Salvado   |
| Superfinal                  | "El pequeño tamborilero"                |                  | Ganador   |
| Superfinal                  | "Kohtumistund"                          | Ivo Linna        | Ganador   |
| Superfinal                  | "I Will Talk and Hollywood Will Listen" | Robbie Williams  | Ganador   |

## Discografía
- "Oti jõululaulud" (Seafarm Recs; 1995)
- "Oti suvelaulud" (Seafarm Recs; 1996)
- "Ott ja Valged jänesed" (BG Muusik; 1996)
- "Ott ja sõbrad" (BG Muusik; 1996)
- "Ott Lepland" (Crunch Industry; 2010)
- "Laulan ma sind" (Crunch Industry; 2011)

## Singles
- "Otsides ma pean su jälle leidma" (diciembre de 2009)
- "Süte peal sulanud jää" (febrero de 2010)
- "Läbi öise Tallinna" (abril de 2010)
- "Üheskoos on olla hea" (junio de 2010)
- "Kohtume jälle" (octubre de 2010)
- "Sinuni" (con Lenna Kuurmaa) (diciembre de 2010)
- "Öö" (abril de 2011)
- "Tunnen elus end" (octubre de 2011)
- "Kuula" (enero de 2012)

| Predecesor: Rockefeller Street Getter Jaani | Estonia en el Festival de Eurovisión 2012 | Sucesor: Et uus saaks alguse Birgit Õigemeel |